# Joods Museum (Suriname)
Het Joods Museum, ook wel in combinatie Joods Museum en Synagoge genoemd, is een museum bij aan de Keizerstraat in Paramaribo in Suriname.
Het gaat om een klein museum dat net als een kleine bibliotheek wordt onderhouden door de Synagoge Neve Shalom. Er bevinden zich ook een Mikvah (huis van een rabbi) uit de jaren 1870, 18e-eeuwse grafstenen en een souvenirswinkel.
In 2016 presenteerde het museum de tentoonstelling Joden in de Cariben. In Paramaribo was dit een beknopte reproductie van de tentoonstelling die in Amsterdam werd getoond over de Joodse geschiedenis van zowel Suriname als Curaçao samen. De reproductie werd later verplaatst naar de Jodensavanne waar het permanent staat opgesteld. Het Joods Museum in Paramaribo neemt deel aan de jaarlijkse editie van de Museumn8.